# バーバラ・ペッツォルト
バーバラ・ペッツォルト（Barbara Petzold-Beyer、1955年8月8日 - ）は、東ドイツ、カール＝マルクス＝シュタット県オーバーヴィーゼンタールHammerunterwiesenthal出身の元クロスカントリースキー選手。1970年代から1980年代にかけて国際大会で活躍した。

## プロフィール
ペッツォルトは18歳で出場した1974年ノルディックスキー世界選手権で10kmとリレーの2つの銀メダルを獲得して注目され、2年後
1976年のインスブルックオリンピックでは5km11位、10km7位、リレーで銅メダルを獲得した。
1978年ノルディックスキー世界選手権ではリレーで銀メダルを獲得、5km15位、10km17位、20km9位となった。
1980年のレークプラシッドオリンピックでは5km4位、10kmとリレーで優勝、2冠となった。